# Ȣ

Ȣ und ȣ

Die Ligatur Ȣ (kleingeschrieben ȣ) besteht aus ο (Omikron) und υ (Ypsilon) des griechischen Alphabets. Sie wird verwendet, um den Laut [⁠u⁠] wiederzugeben. Ferner dient sie als Buchstabe in einigen lateinisch basierten Alphabeten. In der Wyandot-Sprache steht er für das [⁠u⁠]. Auch in der Schriftform der Algonkin-Sprachen wird er verwendet.
Der Ursprung der Ligatur liegt in der griechischen Schrift der byzantinischen Epoche. In der griechischen Schrift gibt es keinen einzelnen Buchstaben, der für den in der Sprache häufigen Vokal „u“ steht, dieser wird üblicherweise durch den Digraphen ου wiedergegeben. Die Ligatur Ȣ verkürzt diese Schreibweise. Das Ȣ wird in Griechenland noch heute in Handschrift, Kalligraphie, Produkt-Logos und Schildermalerei verwendet. Prominente Beispiele sind die Inschrift auf dem Grabmal von Nikos Kazantzakis oder das Logo des Gebäckherstellers Papadopoulos. Bei Verwendung der Ligatur in Druckschriften wird meist statt Ȣ die Glyphe Ʊ benutzt (ein auf den Kopf gestelltes großes Omega), da diese Letter stets im griechischen Lettern-Satz vorhanden ist.
Der Buchstabe wurde auch in den Frühformen des kyrillischen Alphabets für den Laut [⁠u⁠] verwendet. Er entwickelte sich aus dem Ѹ-Digraph und unterscheidet sich nur geringfügig vom Aussehen der griechischen Ligatur. Auch mit der Einführung des Buchstabens У wurde die Ligatur zunächst weiter verwendet, da das У auch als kyrillisches Zahlzeichen verwendet werden konnte.

## Zeichenkodierung
Unicode enthält das Zeichen an den Codepunkten U+0222 (Großbuchstabe, Ȣ) und U+0223 (Kleinbuchstabe, ȣ) im Block Latin Extended-B.
| Standard  | Standard    | Majuskel Ȣ              | Minuskel ȣ            |
| --------- | ----------- | ----------------------- | --------------------- |
| Unicode   | Codepoint   | U+0222                  | U+0223                |
| Unicode   | Name        | LATIN CAPITAL LETTER OU | LATIN SMALL LETTER OU |
| UTF-8     | UTF-8       | C8 A2                   | C8 A3                 |
| XML/XHTML | dezimal     | &#546;                  | &#547;                |
| XML/XHTML | hexadezimal | &#x0222;                | &#x0223;              |

Für das kyrillische Alphabet gibt es folgende Varianten – Ѹ und ѹ im Unicodeblock Cyrillic, Ꙋ und ȣ im Block Cyrillic Extended-B:
| Standard  | Standard    | Majuskel Ѹ                 | Minuskel ѹ               | Majuskel Ꙋ                           | Minuskel ȣ                         |
| --------- | ----------- | -------------------------- | ------------------------ | ------------------------------------ | ---------------------------------- |
| Unicode   | Codepoint   | U+0478                     | U+0479                   | U+A64A                               | U+A64B                             |
| Unicode   | Name        | CYRILLIC CAPITAL LETTER UK | CYRILLIC SMALL LETTER UK | CYRILLIC CAPITAL LETTER MONOGRAPH UK | CYRILLIC SMALL LETTER MONOGRAPH UK |
| UTF-8     | UTF-8       | D1 B8                      | D1 B9                    | EA 99 8A                             | EA 99 8B                           |
| XML/XHTML | dezimal     | &#1144;                    | &#1145;                  | &#42570;                             | &#42571;                           |
| XML/XHTML | hexadezimal | &#x0478;                   | &#x0479;                 | &#xA64A;                             | &#xA64B;                           |

Das auf den Kopf gestellte Omega ist in zwei verschiedenen Unicodeblöcken kodiert – als Großbuchstabe Ʊ in Latin Extended-B, als Kleinbuchstabe ʊ in IPA Extensions:
| Standard  | Standard    | Majuskel Ʊ                   | Minuskel ʊ                 |
| --------- | ----------- | ---------------------------- | -------------------------- |
| Unicode   | Codepoint   | U+01B1                       | U+028A                     |
| Unicode   | Name        | LATIN CAPITAL LETTER UPSILON | LATIN SMALL LETTER UPSILON |
| UTF-8     | UTF-8       | C6 B1                        | CA 8A                      |
| XML/XHTML | dezimal     | &#433;                       | &#650;                     |
| XML/XHTML | hexadezimal | &#x01B1;                     | &#x028A;                   |

## Bildergalerie

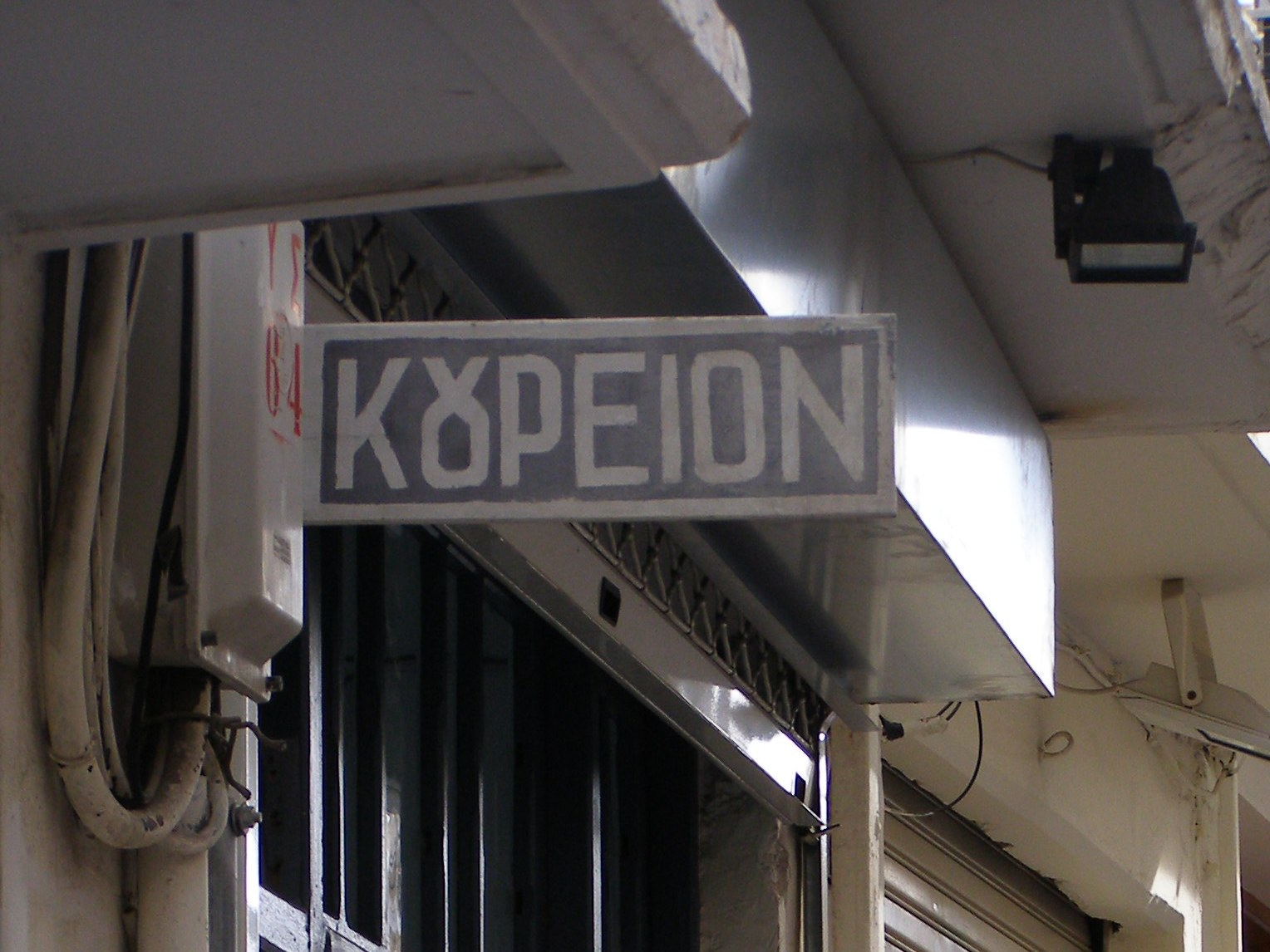
Aushängeschild eines griechischen Barbiers mit der ου-Ligatur „ȣ“
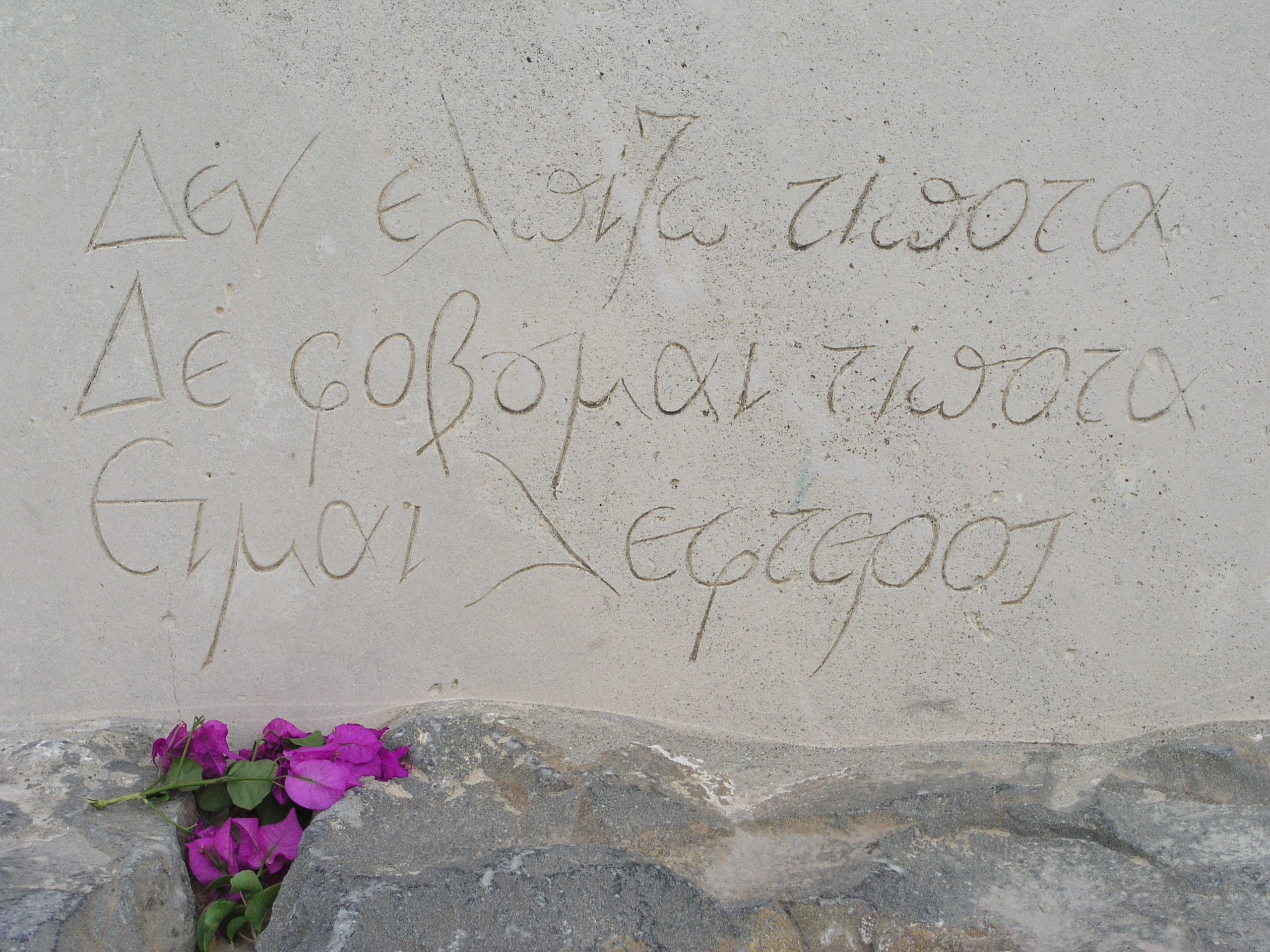
Inschrift auf dem Grabmal von Nikos Kazantzakis mit „ȣ“ im Wort φοβʊ́μαι (φοβούμαι)
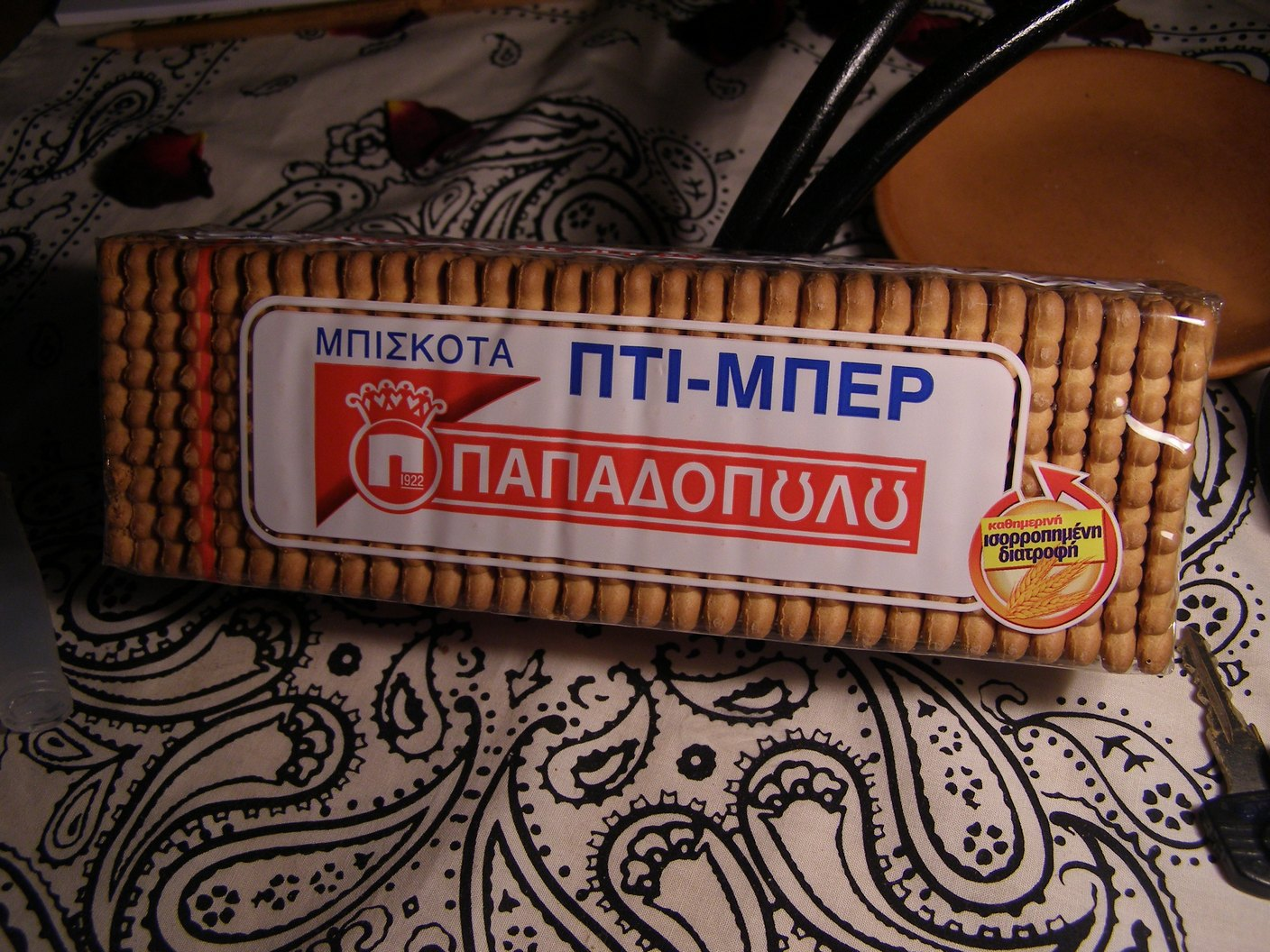
Eine Packung Kekse von Papadopoulos (hier im Genitiv Papadopoulou) mit umgedrehtem Omega
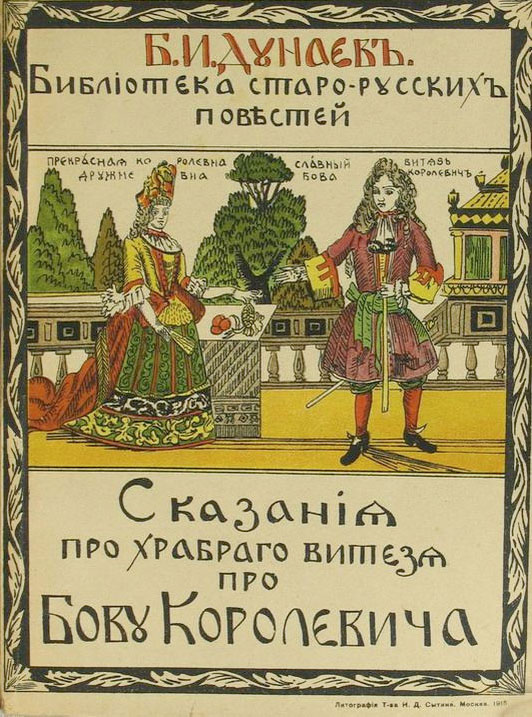
Die Ligatur in einer antikisierenden russischen Buchillustration von 1915
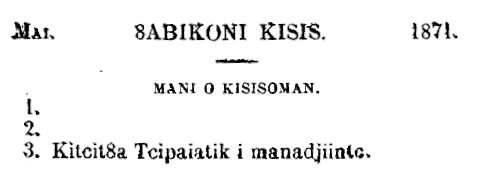
Ein Kalender der Ojibwe aus dem Jahr 1871 mit Ȣ